# 地心轨道

依比例繪製的近地軌道（青色）和中地球軌道（黃色）區域。黑色虛線是地球同步軌道。綠色虛線是用於GPS衛星的20,230公里軌道。

地心轨道（英語：Geocentric orbit）是指绕地球旋转的物体的轨道，例如：月球或人造卫星的軌道。根据半径的不同，又分为近地轨道、中地球轨道和高地球轨道等。
1997年，美國太空總署（NASA）根据戈达德太空飞行中心的信息，目前在以地心为圆心的轨道上，共有2465颗人造卫星以及6216片太空垃圾，而過往曾有超過16,291件物件發放到地球的大氣層，但現時已在返回地球途中燒毀。

## 外部連結
- 軌道速度
- 中地球軌道
- NASA.gov，存档于（存檔日期 2015年5月4日）
- More Moons Around Earth? Its Not So Loony（的存檔，存档日期2010年2月21日，.）
- Near-Earth asteroid 3753 Cruithne – Earth's curious companion
- Earth coorbital asteroid 2002 AA29